# Varinder Singh
Varinder Singh, född 16 maj 1947 i Jalandhar, Punjab, död 28 juni 2022 i Jalandhar, var en indisk landhockeyspelare.
Han tog OS-brons i herrarnas landhockeyturnering i samband med de olympiska sommarspelen 1972 i München.